# أناتولي كليوسوف
أناتولي كليوسوف (بالروسية: Анатолій Олексійович Кльосов) من مواليد (20 نوفمبر 1946، مدينة تشيرنياخوفسك، أوبلاست كالينينغرادسكايا، روسيا) عالم كيمياء حيوية متخصص في مجال مواد البوليمر المركبة والطب الحيوي والتحفيز الإنزيمي.دكتوراه في العلوم الكيميائية، أستاذ، حائز على جائزة لينين كومسومول (1978) وجائزة دولة اتحاد الجمهوريات الاشتراكية السوفياتية (1984). عضو أجنبي (منذ 17 يناير 2014) في الأكاديمية الوطنية الجورجية للعلوم في قسم العلوم البيولوجية في الكيمياء الحيوية
اكتسب شهرة باعتباره مؤسس «علم الأنساب DNA» ، الذي دعا إليه كعلم جديد يدرس هجرة السكان والتاريخ الجيني للبشرية. نظرًا لخطأ الأسس النظرية لعلم الأنساب DNA وأساليبها واستنتاجاتها، على وجه الخصوص، عارض المؤرخون، علماء الأنثروبولوجيا ، مجال علم الوراثة السكانية وعلم الحمض النووي.